# Elisabeth Crouzet-Pavan
Élisabeth Crouzet-Pavan (n. 17 iulie 1953, Paris, Franța) este un istoric medievist francez, specializat în istoria ultimelor secole ale Evului Mediu, în istoria Italiei (perioada comunală, Renașterea) și în istoria orașelor și a societăților urbane.
În 1989 a obținut doctoratul cu o teză având tema "Espaces urbains, pouvoir et société à Venise à la fin du Moyen Âge". În prezent, este profesor la Universitatea Paris IV (Sorbona).

## Opere
- Sopra le acque salse. Espaces, pouvoirs et société à Venise à la fin du Moyen Âge, 1992.
- La mort lente de Torcello: histoire d'une cité disparue, Fayard, 1995.
- Venise, une invention de la ville (XIIIe-XVe siècle), Champvallon, 1997.
- Pouvoir et édilité dans l'Italie communale et seigneuriale, 2003.
- Venise triomphante, les horizons d'un mythe, Albin Michel, 1999.
- Enfers et paradis. L'Italie de Dante et de Giotto, Albin Michel, 2001.
- Renaissances italiennes (1380-1500), Albin Michel, 2007. ISBN: 978-2-226-17111-5.
- Les Villes vivantes. Italie XIIIe-XVe siècles, Fayard, 2009. ISBN: 978-2-213-64265-9.